# Lacapelle-Livron
Lacapelle-Livron – miejscowość i gmina we Francji, w regionie Oksytania, w departamencie Tarn i Garonna.
Według danych na rok 1990 gminę zamieszkiwało 166 osób, a gęstość zaludnienia wynosiła 12 osób/km² (wśród 3020 gmin regionu Midi-Pireneje Lacapelle-Livron plasuje się na 897. miejscu pod względem liczby ludności, natomiast pod względem powierzchni na miejscu 833.).